# Cape Fear (przylądek)
Cape Fear – przylądek na wschodnim wybrzeżu Stanów Zjednoczonych, jeden z najbardziej na południowy wschód wysuniętych punktów Karoliny Północnej, położony na wyspie Bald Head Island, nieopodal ujścia rzeki Cape Fear do Oceanu Atlantyckiego.
W 1524 roku, jako jeden z pierwszych Europejczyków, w okolicach przylądka wylądował włoski żeglarz w służbie francuskiej, Giovanni da Verrazzano. Nazwę, oznaczającą w języku angielskim „przylądek strachu”, nadał przylądkowi pod koniec XVI wieku angielski żeglarz Richard Grenville, którego okręt ledwo uniknął rozbicia w jego pobliżu.
Okolice przylądka Cape Fear były, obok zatoki Albemarle Sound i okolic obecnego miasta Charleston, jednym z głównych obszarów zainteresowania wczesnych angielskich kolonistów na terenie obu Karolin. Pierwszą, zakończoną niepowodzeniem, próbę osadnictwa w tym miejscu podjęła w 1663 roku grupa osadników z kolonii Massachusetts Bay. W 1664 roku angielscy koloniści z Barbadosu założyli miejscowość Charles Town, którą ulokowali około 30 km w górę rzeki Cape Fear – miejscowość opuszczona została w 1667 roku. Stałe osadnictwo zapoczątkowane zostało dopiero w 1726 roku, wraz z założeniem miasta Brunswick, około 20 km od ujścia rzeki (miasto opuszczone zostało pod koniec XVIII wieku, podczas wojny o niepodległość Stanów Zjednoczonych).